# صافیه (روستا)
 عزله سواء  به عربی ( عُزلة السواء  )، روستایی است در دهستان 

## جمعیت
جمعیت آن (۸۰) نفر (۸ خانوار) می‌باشد.